# Senado de Oregón

Mapa actual de Senadores

El Senado de Oregón es la cámara alta de la Asamblea Legislativa del estado estadounidense de Oregón. Junto con la Cámara de Representantes de Oregón, el Senado es parte de la Asamblea Legislativa de Oregón. Hay 30 miembros en el Senado Estatal, representando 30 distritos a través del estado, cada cual con una población de alrededor de 114 000 habitantes. El Senado Estatal se reúne en el Capitolio del Estado de Oregón en Salem.
Los senadores estatales de Oregón sirven durante un periodo de cuatro años sin límite de mandato. En 2002, la Corte Suprema de Oregón eliminó la antigua restricción que tenían los senadores estatales a solo dos plazos (ocho años).
El actual presidente del Senado es Rob Wagner de Lake Oswego.

## Historia
Kathryn Clarke fue la primera mujer en servir en el senado de Oregón. Las mujeres pudieron competir por la legislatura estatal de Oregón en 1914 y más tarde en ese año Clarke fue nombrada por su primo, el gobernador Oswald West, para ocupar la vacante del condado de Douglas. Luego de algunas controversias relacionadas con que si West tenía la autoridad para nombrar a alguien para llenar la vacante, Clarke hizo campaña y fue elegida por los votantes en 1915. Ella asumió el cargo cinco años antes de la 19.ª Enmienda a la Constitución que protegía el derecho a voto de todas las mujeres de Estados Unidos.
En 1982, Mae Yih se convirtió en la primera chinoestadounidense en ser elegida para un senado estatal de los Estados Unidos.

## Composición

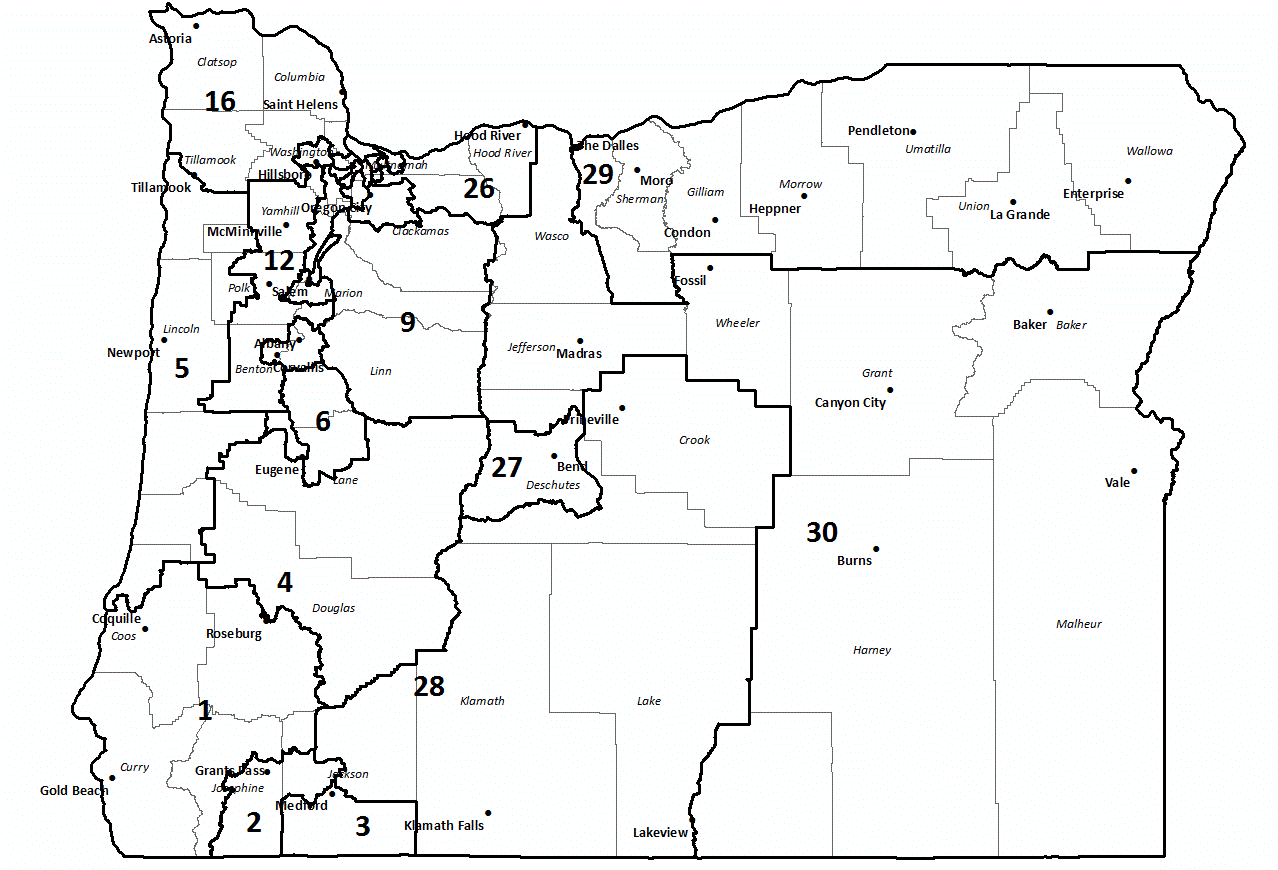
Distritos del Senado en el estado de 2012.

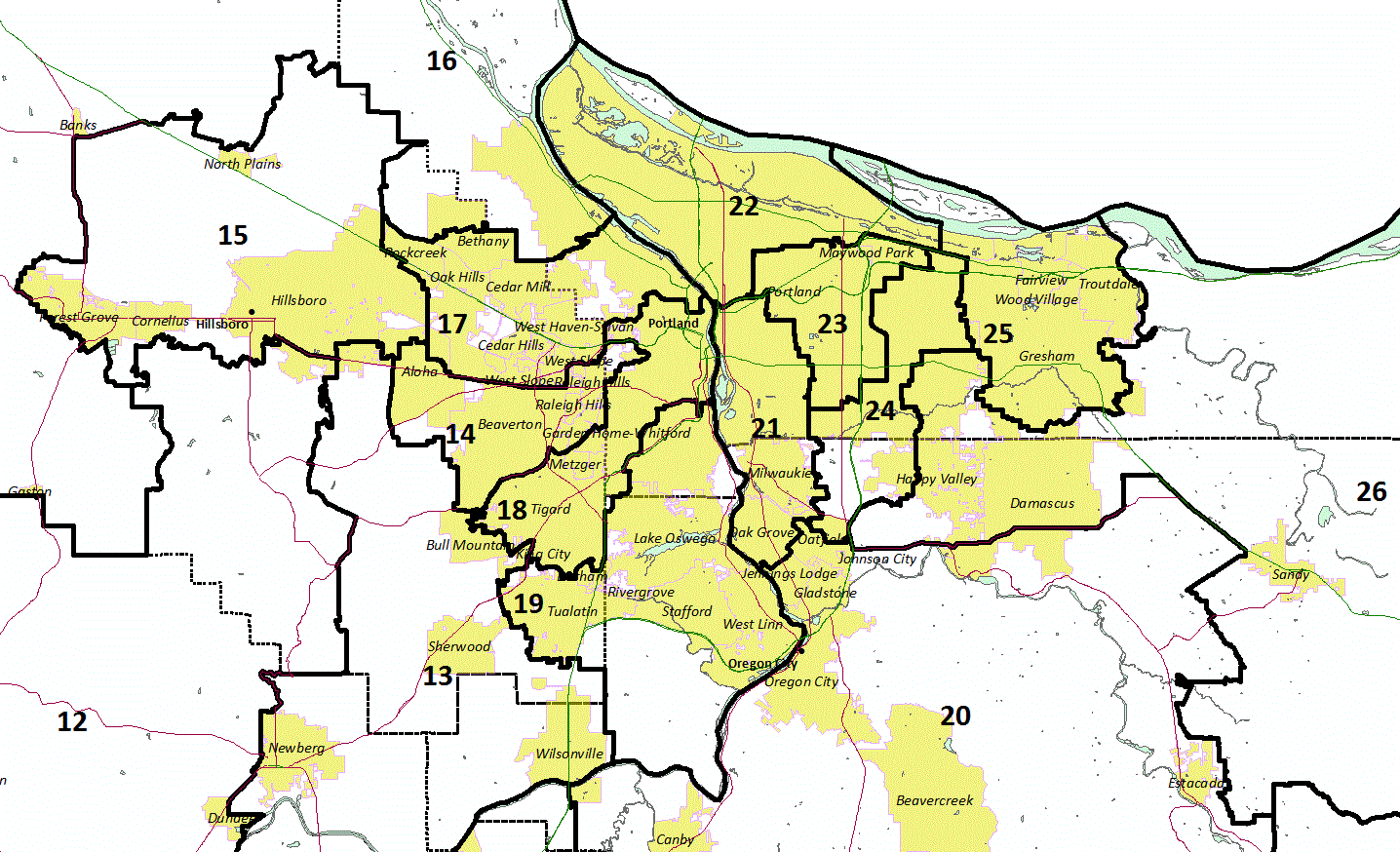
Distritos del Senado en el área metropolitana de Portland e 2012

| Afiliación                       | Partido (Sombreado indica mayoría) | Partido (Sombreado indica mayoría) | Total | Vacantes |
| Afiliación                       | Demócratas                         | Republicanos                       | Total | Vacantes |
| -------------------------------- | ---------------------------------- | ---------------------------------- | ----- | -------- |
| Fin de 75.ª legislatura (2010)   | 18                                 | 12                                 | 30    | 0        |
| Comienzo 76.º (2011)             | 16                                 | 14                                 | 30    | 0        |
| Fin (2012)                       |                                    | 14                                 | 30    | 0        |
| Comienzo 77.º (2013)             | 16                                 | 14                                 | 30    | 0        |
| Fin (2014)                       |                                    | 14                                 | 30    | 0        |
| Comienzo 78.º (2015)             | 18                                 | 12                                 | 30    | 0        |
| 5 de agosto de 2016              | 17                                 | 12                                 | 29    | 1        |
| 30 de agosto de 2016             | 18                                 | 12                                 | 30    | 0        |
| Última participación de votantes | 60%                                | 40%                                |       |          |

## 78.º Senado
La 78.º Asamblea Legislativa de Oregón, la cual comprende el periodo de 2015 a 2016, tiene el siguiente liderazgo:
- Presidente del Senado: Peter Courtney (D-11 Salem)
- Presidente Pro Tem: Ginny Burdick (D-18 Portland)
- Líder de la mayoría: Diane Rosenbaum (D-21 Portland)
- Líder de la minoría: Ted Ferrioli (R-30 John Day)